# الهقار تي في
هي قناة جزائرية مستقلة تم افتتاحها في شهر ماي 2012، يوجد مقر بثها في لندن.
القناة ملك لـ «حسان بومعراف» صاحب شركة المشروبات «فلاش» وشريكه «محمد مولودي» صاحب دار الوعي للنشر، القناة عامة ناطقة بالعربية، محافظة باعتبار أن الناشر «محمد مولودي» درس شريعة إسلامية في سوريا ولبنان وأغلب إصدارات دار الوعي تهتم بالجانب الديني.
انطلق البث التجريبي لقناة «الهقار تي في» مرة ثانية على قمر «نايل سات» على تردد 10727 أفقي 27500 تزامنا مع أول أيام عيد الفطر المبارك.وتوقفت قناة «الهقار تي في» عن البث منذ صيف 2015. وكان علي بوجمعة، صاحب شركة “ايفري أويل” الخاصة بإنتاج زيت الزيتون، قام مؤخرا بشراء قناة “الهقار تي في” كمساهم أول، رفقة شريكين هما كمال عوادي مدير قناة “القرآن الكريم” للتلفزيون الجزائري، وعلي قايدي، مدير تقني سابق في التلفزيون الجزائري، من مالكها السابق حسان بومعراف، صاحب شركة المشروبات “فلاش”.